# Iskolaérettség
Az iskolaérettség fizikai és pszichés alkalmasságot jelent arra, hogy a játékos óvodai évek után elkezdje az általános iskolai tanulmányait. Az iskolaérettség nem egyenlő az okossággal és az ügyességgel, és a gyermek 6 éves korára nem válik automatikusan iskolaéretté. Az iskolaérettség szempontjait az alábbiakban vesszük sorra.

## Fizikai alkalmasság
- megfelelő testi fejlettség elérése (kb. 110 cm és 18 kg.)
- fogváltás, az első tejfogak kihullanak, megjelennek a maradandó fogak
- jó fizikai erőnlét, ami az iskolatáska cipelése és az egyhelyben ülés miatt fontos
- jobb illetve balkezesség egyértelmű felismerhetőség

## Pszichés alkalmasság
- a gyermek várja az iskolát, készüljön rá, ez játékaiban is jelenjen meg.
- a rábízott feladatokat végezze el, tevékenységeit ne hagyja félbe.
- tudjon kapcsolatokat kialakítani és fenntartani kortársaival.
- találja meg helyét a közösségben, tudjon beilleszkedni a csoportba.

## Mit „tudjon” még?
- tartósan (10–15) percig kösse le a rajzolás, a feladatlap kitöltés, a színezés.
- ne okozzon problémát a versek, rövid mesék megjegyzése és elmondása.
- ne legyen beszédhibája, tudja magát szóban – egyszerű összetett mondatokat használva – kifejezni.
- igazodjon el az 1–10 számok között, ismerje és helyesen használja a több–kevesebb, nagyobb–kisebb fogalmát.